# Negro World (Knoxville)
Pour le journal de New-York (1918-1933), voir Negro World.
Negro World, aussi connu sous le nom de Weekly Negro World, est un journal afro-américain publié à Knoxville (Tennessee) en 1887-1888. Il était publié par Patterson, Elms & Co. Pendant deux semaines, il était publié quotidiennement comme support publicitaire[pas clair].
Irvine Garland Penn était correspondant du journal.